# Moral em Concordata
Moral em Concordata é um filme brasileiro de 1959, do gênero drama, dirigido por Fernando de Barros e com roteiro adaptado de peça de Abílio Pereira de Almeida.

## Sinopse
Jovem violento de péssimo temperamento, que trabalha como operário em uma indústria em São Paulo, começa a subir na vida quando se envolve com a filha do patrão. Compra uma lambreta e, irritado e bêbado porque seu time perdeu, briga com a esposa e logo em seguida a abandona, levando depois a filha ainda bebê. Sozinha e desesperada, a moça acaba sendo acolhida pela irmã que vive uma vida de prostituta de luxo graças ao seu rico amante.

## Elenco[1]
| Elenco Original         | Elenco Original             |
| Ator                    | Papel                       |
| ----------------------- | --------------------------- |
| Odete Lara              | Estrela                     |
| Maria Della Costa       | Rosário                     |
| Jardel Filho            | Raul                        |
| Benjamin Cattan         | Zeca                        |
| Ilema de Castro         | Dona Filomena               |
| Armando Bogus           | Chico                       |
| Sebastião Campos        | Juvenal                     |
| Felipe Carone           | Comendador José Katurian    |
| Márcia Cardeal          | Josefina                    |
| Elza Rian               | Doroteia                    |
| Rubens de Falco         | Narrador                    |
| Geraldo José de Almeida | Narrador do Jogo de Futebol |
| Mario Benvenutti        |                             |
| Hélio Ansaldo           |                             |